# Elymus rectisetus
Elymus rectisetus är en gräsart som först beskrevs av Christian Gottfried Daniel Nees von Esenbeck, och fick sitt nu gällande namn av Áskell Löve och Henry Eamonn Connor. Enligt Catalogue of Life ingår Elymus rectisetus i släktet elmar och familjen gräs, men enligt Dyntaxa är tillhörigheten istället släktet elmar och familjen gräs. Arten förekommer tillfälligt i Sverige, men reproducerar sig inte. Inga underarter finns listade i Catalogue of Life.